# Barbara Bach
Barbara Bach (nume original: Barbara Goldbach, n. 28 august 1946, Queens, New York) este o actriță americană.

## Date biografice
Bach a început la vârsta de 16 ani să lucreze ca fotomodel. S-a căsătorit în Italia cu afaceristul italian Augusto Gregorini și are 2 copii. Au divorțat în 1968. Prin anii 1970 Barbara Bach este un fotomodel apreciat, ea începe cariera de actriță în Italia, jucând în  filme de aventuri alături de actori ca Roger Moore, Franco Nero, Mel Ferrer și Claudio Cassinelli. Prin anul 1980 joacă într-o comedie alături de Ringo Starr, bateristul formației Beatles, cu care s-a căsătorit în 1981.

## Filmografie
| An   | Titlu                                                                                            | Rol               |
| ---- | ------------------------------------------------------------------------------------------------ | ----------------- |
| 1968 | L'Odissea (a.k.a. The Adventures of Ulysses)                                                     | Nausicaa          |
| 1971 | Mio padre Monsignore                                                                             | Chiara            |
| 1971 | La Tarantola dal ventre nero (a.k.a. Black Belly of the Tarantula)                               | Jenny             |
| 1971 | La Corta notte delle bambole di vetro (a.k.a. Paralyzed / Short Night of Glass Dolls)            | Mira Svoboda      |
| 1971 | Un peu de soleil dans l'eau froide (a.k.a. A Few Hours of Sunlight / A Little Sun in Cold Water) | Héloïse/Elvire    |
| 1972 | I Predatori si muovono all'alba                                                                  | Helen             |
| 1973 | Paolo il caldo (a.k.a. The Sensual Man / The Sensuous Sicilian)                                  | Anna              |
| 1973 | Il maschio ruspante                                                                              | Rema              |
| 1973 | L' Ultima chance (a.k.a. Stateline Motel / Last Chance / Motel of Fear)                          | Emily             |
| 1974 | Legea străzii (a.k.a. Street Law / The Citizen Rebels)                                           | Barbara           |
| 1975 | Il Lupo dei mari (a.k.a. Legend of the Sea Wolf / Larsen, Wolf of the Seven Seas)                | Maud Brewster     |
| 1977 | Ecco noi per esempio                                                                             | Ludovica          |
| 1977 | Spionul care mă iubea                                                                            | Anya Amasova      |
| 1978 | Uraganul vine de la Navarone                                                                     | Maritza Petrovich |
| 1979 | L' Isola degli uomini pesce (a.k.a. Island of the Fishmen / Screamers)                           | Amanda Marvin     |
| 1979 | L' Umanoide (a.k.a. The Humanoid)                                                                | Lady Agatha       |
| 1979 | Jaguar Lives                                                                                     | Anna Thompson     |
| 1979 | Il Fiume del grande caimano (a.k.a. Alligators / The Big Alligator River / The Great Alligator)  | Alice Brandt      |
| 1980 | Up the Academy                                                                                   | Bliss             |
| 1981 | Omul cavernelor                                                                                  | Lana              |
| 1981 | The Unseen                                                                                       | Jennifer Fast     |
| 1982 | The Cooler 11 min. Short                                                                         |                   |
| 1983 | Princess Daisy                                                                                   | Vanessa Valerian  |
| 1984 | Give My Regards to Broad Street                                                                  | Journalist        |
| 1986 | To the North of Katmandu                                                                         |                   |